# フィアット G.46
フィアット G.46
フィアット G-46
- 用途：練習機
- 設計者：ジュゼッペ・ガブリエッリ
- 製造者：フィアット
- 運用者：イタリア空軍
- 初飛行：1946年
- 生産数：約220機

フィアット G.46（Fiat G.46）は、第二次世界大戦終結後間もなくイタリアで開発された軍用練習機である。

## 設計と開発
G.46は内側に引き込まれる尾輪式降着装置をもつ低翼単葉機で、訓練生と操縦教官は長いキャノピーの中でタンデムに配置される。
テストでは素晴らしい操縦特性と曲芸飛行の適用性を発揮し、量産への発注がなされた。
イタリア空軍からの150機の発注とは別に70機がオーストリア、アルゼンチン、シリアへ輸出された。

## 派生型
- G.46B - 試作機
- G.46-1B - アルファ・ロメオ 115bis エンジンを搭載した複座型
- G.46-2B - デ・ハビランド ジプシー・クイーン エンジンを搭載した複座型
- G.46-3B - アルファ・ロメオ 115ter エンジンを搭載した複座型
- G.46-4B - アルファ・ロメオ 115ter エンジンを搭載した複座型
- G.46-5B - 航法訓練用の複座型（試作のみ）
- G.46-3A - アルファ・ロメオ 115ter エンジンを搭載した単座型
- G.46-4A - アルファ・ロメオ 115ter エンジンを搭載した単座型

## 運用

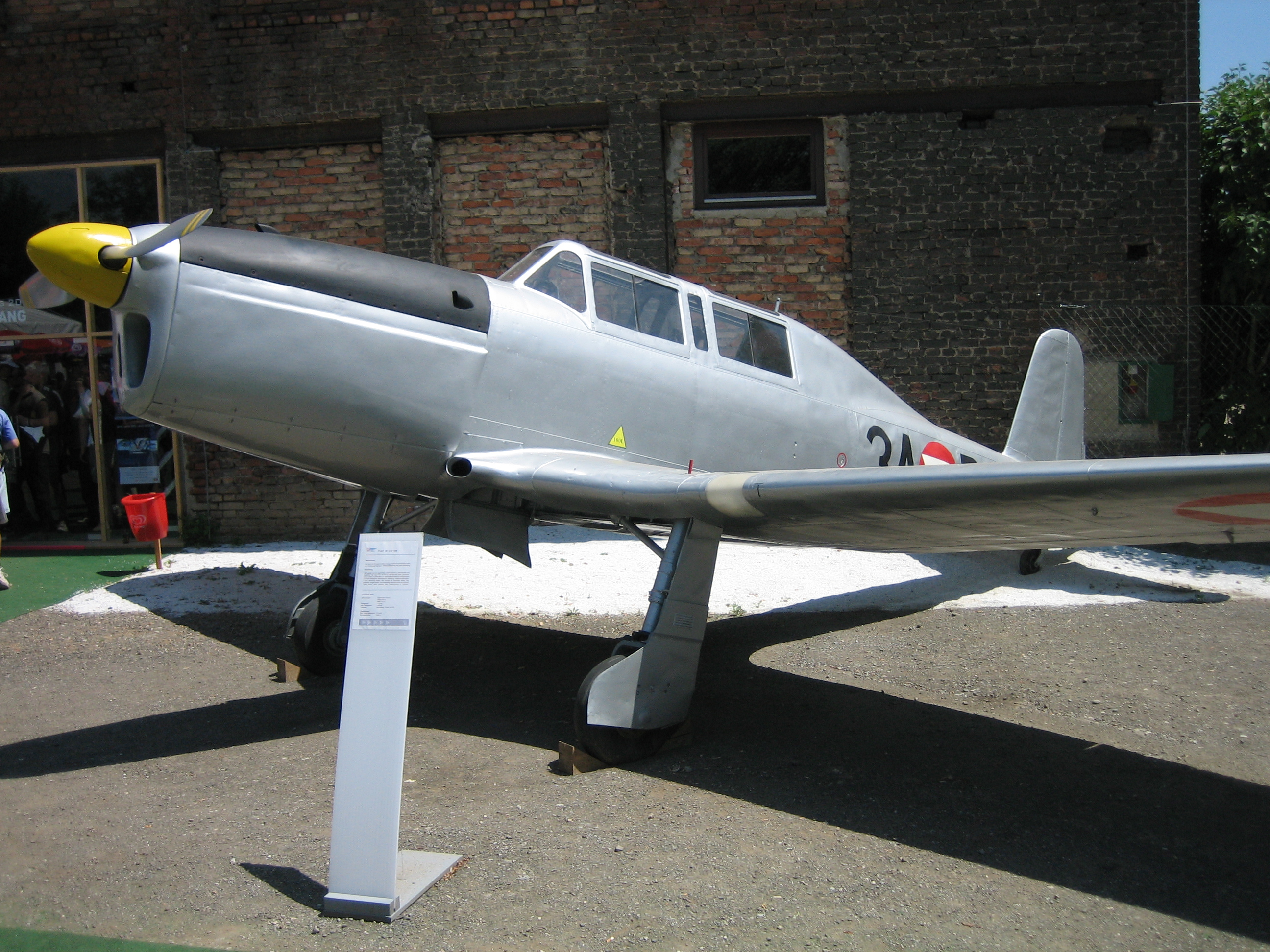
オーストリア空軍 フィアット G.46-4B

アルゼンチン
- アルゼンチン空軍

 オーストリア
- オーストリア空軍

 イタリア
- イタリア空軍

 シリア
- シリア空軍

## 要目
(G.46-4B) Jane's All The World's Aircraft 1953–54
- 乗員：2名
- 全長：8.48 m (27 ft 10 in)
- 全幅：10.40 m (34 ft 11⁄4 in)
- 全高：2.40 m (7 ft 10 in)
- 翼面積：16 m2 (173 ft2)
- 空虚重量：1,110 kg (2,442 lb)
- 全備重量：1,410 kg (3,102 lb)
- エンジン：1 × アルファ・ロメオ 115-1ter 空冷6気筒、168 kW (225 hp)
- 最大速度：311 km/h (194 mph)
- 巡航速度：263 km/h (164 mph)
- 巡航高度：5,300 m (17,400 ft)
- 航続距離：900 km (560 miles)
- 上昇率：5.8 m/s (1,150 ft/min)